# Lucila
Annia Aurelia Galeria Lucila (en latín, Annia Aurelia Galeria Lucilla; nacida el 7 de marzo de 149 y fallecida en la isla de Capri en 182) fue la segunda hija  del emperador romano Marco Aurelio y Faustina la Menor, y hermana de Cómodo.

## Biografía
En el año 164, el emperador Marco Aurelio  la casó con su socio en el poder y hermano de adopción Lucio Vero. Con este matrimonio, recibió el título de Augusta y se convirtió en emperatriz romana.
Después de la muerte del emperador Lucio Vero en 169, Lucila se volvió a casar, esta vez con Claudio Pompeyano. 
El emperador Cómodo sufrió numerosos complots y después de descubrir algunos de ellos, empezó un periodo de terror en el que numerosas personalidades influyentes fueron acusadas y condenadas a muerte. Incluso sus más allegados, como su esposa Brutia Crispina y su hermana Lucila fueron acusadas de traición, deportadas a Caprea (isla de Capri) y más tarde asesinadas. Lucila había realmente conspirado junto con un grupo de senadores, pero durante el año 182 fue descubierta y murió en Capri, por orden del emperador. Los senadores líderes también fueron ejecutados.